# Leonid Gulov
Leonid Gulov (Narva, URSS, 29 de septiembre de 1981) es un deportista estonio que compitió en remo.
Ganó una medalla de bronce en el Campeonato Mundial de Remo de 2005, en la prueba de cuatro scull. Participó en dos Juegos Olímpicos de Verano, ocupando el noveno lugar en Sídney 2000 y el cuarto en Atenas 2004, en la prueba de doble scull.

## Palmarés internacional
| Campeonato Mundial | Campeonato Mundial | Campeonato Mundial | Campeonato Mundial |
| Año                | Lugar              | Medalla            | Prueba             |
| ------------------ | ------------------ | ------------------ | ------------------ |
| 2005               | Kaizu (Japón)      | Medalla de bronce  | Cuatro scull       |